# Amato (Kalabrien)
Amato ist eine Gemeinde mit 785 Einwohnern (Stand 31. Dezember 2023) in der italienischen Provinz Catanzaro, Region Kalabrien.
Das Gebiet der Gemeinde liegt auf einer Höhe von 480 m über dem Meeresspiegel und umfasst eine Fläche von 20 km².
Die Nachbargemeinden sind Marcellinara, Miglierina, Pianopoli und Serrastretta.